# Луцик Петро Миколайович
Петро Миколайович Луцик (1 січня 1960, Березань, Київська область — 28 жовтня 2000, Москва) — радянський і російський кінорежисер та сценарист українського походження. Писав сценарії у співавторстві з Олексієм Саморядовим до фільмів «Діти чавунних богів», «Околиця», «Ліміта», «Гонгофер», «Дюба-Дюба».

## Біографія
Петро Луцик народився 1 січня 1960 в місті Березань Київської області.
Закінчив технологічний факультет Московського інституту сталі і сплавів (1982).
Луцик так згадував про ті роки: 
| «Я був страшно тямущий в фізиці та математиці. Вступав в Фізтех, здав все на відмінно, але не пройшов співбесіду. Мене запитали, чому я хочу вивчати фізику моря, а я сказав, що люблю море і хочу плавати. Після цього мене з цим екзаменаційним листом взяли в інститут сталі і сплавів. Математику нам викладав Дмитро Ігорович Шпара, який на полюса ходить. Класний був математик. Бігав з Москви в Запоріжжя, я з ним тренувався. Якось за день пробіг 54 кілометри. Дивно, що не вмер » |.
- 1984-1985 — працював асистентом режисера і старшим адміністратором на кіностудії «Узбекфільм».
- 1990 — закінчив сценарний факультет ВДІКу (майстерня Одельші Агишева і Віри Тулякової).

Помер 28 жовтня 2000 в Москві від серцевого нападу увісні.

## Фільмографія

### Актор
- 1988 — «Золота голова месника»

### Режисер
- 1989 — «Переддень»
- 1998 — «Околиця»

### Сценарист
- 1987 — «Тихоня»
- 1988 — «Громадянин тікає» (короткометражний)
- 1988 — «Державний кордон. На далекому кордоні»
- 1989 — «Переддень» (короткометражний)
- 1990 — «Савой»
- 1992 — «Дюба-Дюба»
- 1992 — «Гонгофер»
- 1993 — «Діти чавунних богів»
- 1994 — «Ліміта»
- 1998 — «Околиця»
- 2008 — «Дике поле»

### Продюсер
- 1998 — «Околиця»

## Нагороди
- 1993 — Приз «Зелене яблуко — золотий листок» (За найкращий сценарій, фільм «Діти чавунних богів»)
- 1993 — Премія Ніка (За найкращий сценарій, фільм «Діти чавунних богів»)
- 1993 — Премія Золотий Овен (За найкращий сценарій, фільм «Дюба-Дюба»)
- 1993 — Премія Золотий Овен (За найкращий сценарій, фільм «Діти чавунних богів»)
- 1993 — Премія Золотий Овен (За найкращий сценарій, фільм «Гонгофер»)
- 1994 — Російсько-німецький конкурс сценаріїв (Премія ім. Ейзенштейна, за сценарій фільму «Дике поле»)
- 1994 — Премія Ніка (За найкращий сценарій, фільм «Ліміту»)
- 1998 — Премія Золотий Овен (За найкращий фільм-дебют, фільм «Окраїна»)
- 1998 — Міжнародний кінофестиваль в Чикаго (Приз FIPRESCI, фільм «Окраїна»)
- 1999 — Міжнародний кінофестиваль слов'янських і православних народів Золотий Витязь (Приз за найкращу режисерську роботу, фільм «Окраїна»)
- 1999 — Міжнародний кінофестиваль в Карлових Варах («Приз свободи», фільм «Околиця»)
- 2009 — Премія «Ніка» (За найкращий сценарій, фільм «Дике поле»)